# 公安消防部队
中国人民武装警察部队消防部队，通称公安消防部队，是中华人民共和国历史上存在的一支公安现役部队，列入中国人民武装警察部队序列，佩挂武警警衔，由公安部消防局领导，不受武警总部直接领导。
2018年10月9日，公安消防部队全部退出现役，转隶新组建的中华人民共和国应急管理部，改称国家综合性消防救援队伍。

## 历史

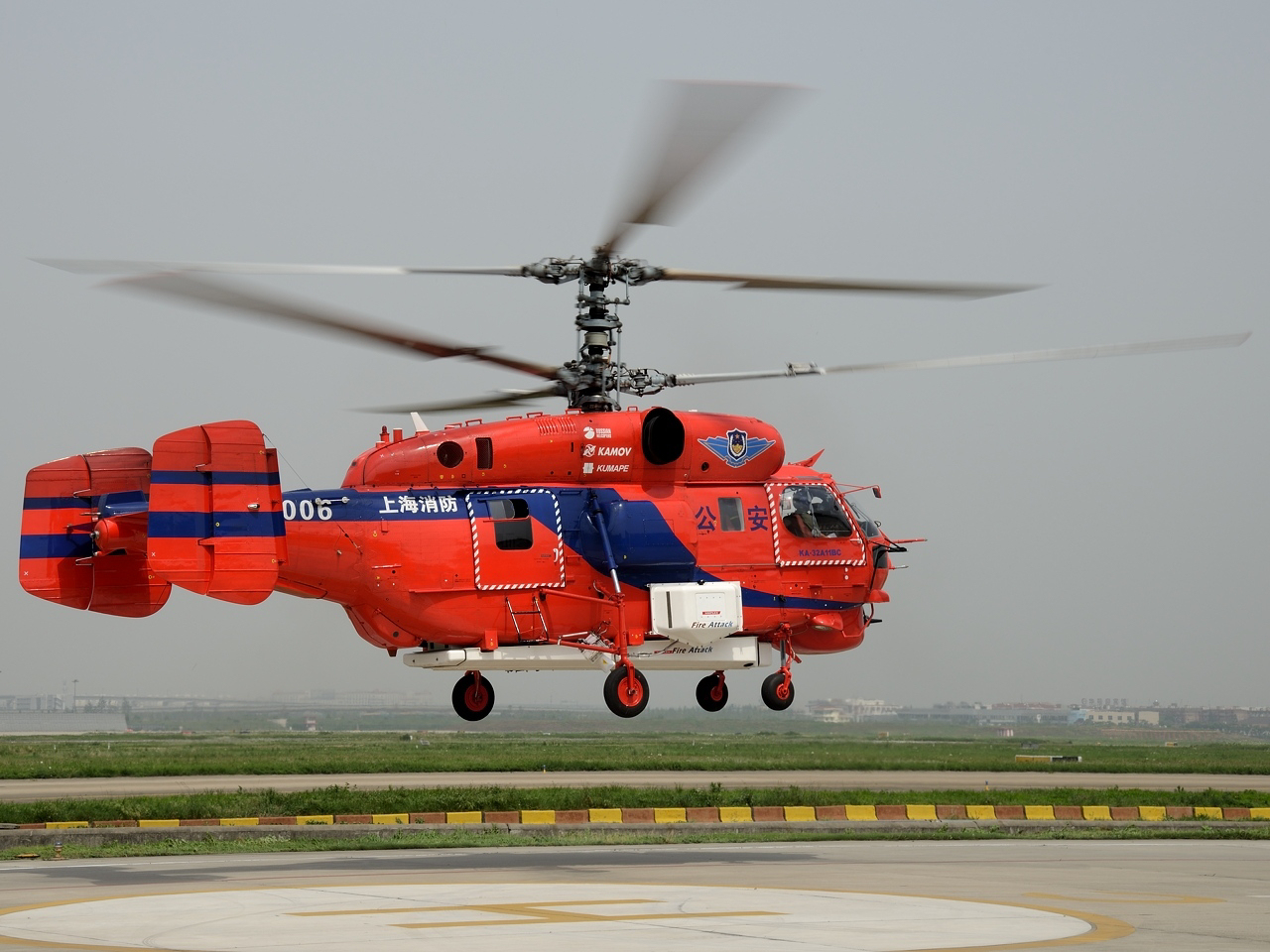
撤销转隶前，上海市公安消防总队所属的Ka-32A型直升机。

经中共中央、国务院批准，1965年消防中队班长以下实行义务兵役制；1976年消防中队干部改服现役。1983年全国公安消防部队纳入中国人民武装警察部队序列。消防部队及其各级领导机关，实行义务兵和志愿兵相结合的制度，执行中国人民解放军的条令、条例和供应标准，与人民解放军同等待遇。1988年12月实行警衔制。后改由公安部消防局领导，不受武警总部直接领导。
2018年3月17日第十三届全国人民代表大会第一次会议通过《第十三届全国人民代表大会第一次会议关于国务院机构改革方案的决定》，批准《国务院机构改革方案》。方案规定：“组建应急管理部。将国家安全生产监督管理总局的职责，国务院办公厅的应急管理职责，公安部的消防管理职责，民政部的救灾职责，国土资源部的地质灾害防治、水利部的水旱灾害防治、农业部的草原防火、国家林业局的森林防火相关职责，中国地震局的震灾应急救援职责以及国家防汛抗旱总指挥部、国家减灾委员会、国务院抗震救灾指挥部、国家森林防火指挥部的职责整合，组建应急管理部，作为国务院组成部门。中国地震局、国家煤矿安全监察局由应急管理部管理。公安消防部队、武警森林部队转制后，与安全生产等应急救援队伍一并作为综合性常备应急骨干力量，由应急管理部管理。不再保留国家安全生产监督管理总局。”

## 编制
2018年机构改革前，公安部消防局指导各地公安消防部队。各省级行政区设置公安消防总队，为正师级（消防任务繁重的省公安消防总队司令员、政治委员高配为副军级）。消防总队内设司令部、政治部、后勤部、防火监督部，均为副师级。各地级行政区公安局设消防支队，为正团级。消防支队下设消防大队（正营级）、特勤中队。县级行政区公安局内设消防科，正营级，担负防火监督工作。县级行政区设消防大队，担任县域内的消防灭火及抢险任务。作为公安现役部队，各地公安消防总队（支队、大队）加挂中国人民武装警察部队各地消防总队（支队、大队）牌子。
此外，铁路公安系统、交通公安系统、民航公安系统、森林公安系统的防火灭火工作，由各行业公安系统内部自行设置机构、单位承担，与公安消防部队无关。
2018年建制撤销前，公安消防部队管理领导31个省级公安消防总队，具体组成如下：
- 北京市公安消防总队（中国人民武装警察部队北京市消防总队）
- 上海市公安消防总队（中国人民武装警察部队上海市消防总队）
- 天津市公安消防总队（中国人民武装警察部队天津市消防总队）
- 重庆市公安消防总队（中国人民武装警察部队重庆市消防总队）
- 河北省公安消防总队（中国人民武装警察部队河北省消防总队）
- 山西省公安消防总队（中国人民武装警察部队山西省消防总队）
- 吉林省公安消防总队（中国人民武装警察部队吉林省消防总队）
- 辽宁省公安消防总队（中国人民武装警察部队辽宁省消防总队）
- 黑龙江省公安消防总队（中国人民武装警察部队黑龙江省消防总队）
- 陕西省公安消防总队（中国人民武装警察部队陕西省消防总队）
- 甘肃省公安消防总队（中国人民武装警察部队甘肃省消防总队）
- 青海省公安消防总队（中国人民武装警察部队青海省消防总队）
- 山东省公安消防总队（中国人民武装警察部队山东省消防总队）
- 福建省公安消防总队（中国人民武装警察部队福建省消防总队）
- 浙江省公安消防总队（中国人民武装警察部队浙江省消防总队）
- 河南省公安消防总队（中国人民武装警察部队河南省消防总队）
- 湖北省公安消防总队（中国人民武装警察部队湖北省消防总队）
- 湖南省公安消防总队（中国人民武装警察部队湖南省消防总队）
- 江西省公安消防总队（中国人民武装警察部队江西省消防总队）
- 江苏省公安消防总队（中国人民武装警察部队江苏省消防总队）
- 安徽省公安消防总队（中国人民武装警察部队安徽省消防总队）
- 广东省公安消防总队（中国人民武装警察部队广东省消防总队）
- 海南省公安消防总队（中国人民武装警察部队海南省消防总队）
- 四川省公安消防总队（中国人民武装警察部队四川省消防总队）
- 贵州省公安消防总队（中国人民武装警察部队贵州省消防总队）
- 云南省公安消防总队（中国人民武装警察部队云南省消防总队）
- 内蒙古自治区公安消防总队（中国人民武装警察部队内蒙古自治区消防总队）
- 新疆维吾尔自治区公安消防总队（中国人民武装警察部队新疆维吾尔自治区消防总队）
- 宁夏回族自治区公安消防总队（中国人民武装警察部队宁夏回族自治区消防总队）
- 广西壮族自治区公安消防总队（中国人民武装警察部队广西壮族自治区消防总队）
- 西藏自治区公安消防总队（中国人民武装警察部队西藏自治区消防总队）

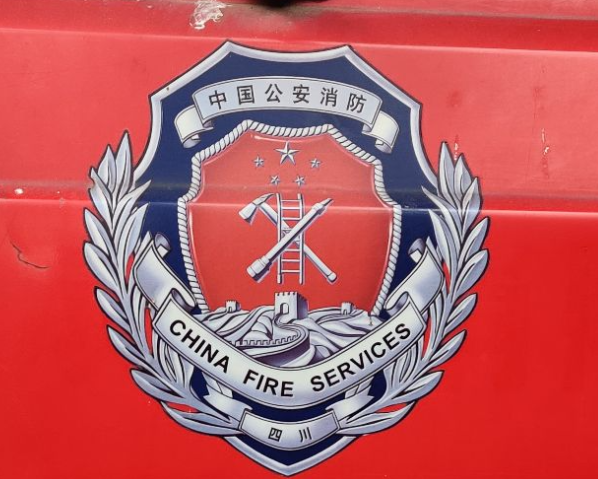
四川省公安消防总队消防徽

## 规章制度

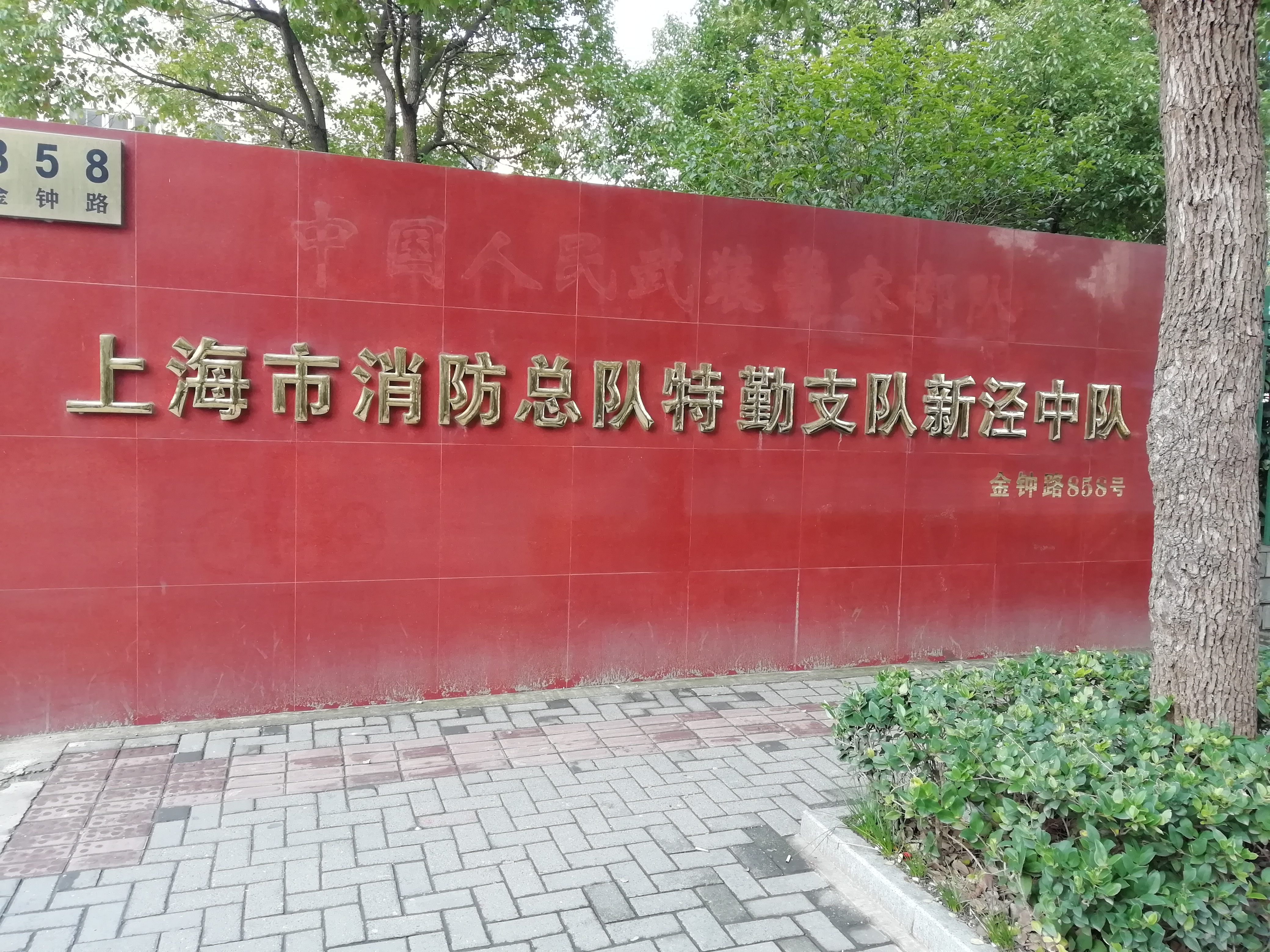
位于上海市长宁区的上海市消防总队特勤支队新径中队，在机构改革前有“中国人民武装警察部队”的字样，现已卸下（照片中仍可见原字样痕迹）。

### 人员与训练
公安消防部队人员可分为部队管理人员、灭火救援指挥训练及基层分队管理人员、消防监督检查人员、建筑防火设计审核人员、火灾勘查专业技术人员、核生化消防专业技术人员等。
中国人民武装警察部队学院开设消防工程专业、消防指挥专业、火灾勘察专业、核生化消防专业。消防工程专业为四年制本科，培养在公安消防部队从事消防监督检查和建筑防火设计审核等方面工作的高级专门人才，主要专业课有：有机化学、工程力学、化工技术基础、消防燃烧学、建筑技术基础、消防制图、建筑灭火设施、建筑防火、电气防火及火灾监控、工业企业防火、消防监督管理等。消防指挥专业为四年制本科，培养在公安消防部队从事灭火救援指挥、组织训练和管理教育等方面工作的高级专门人才，主要专业课有：军队指挥学基础理论、消防部队基层管理、部队基层政治工作、消防燃烧学、消防技术装备、建筑灭火设施、消防技术训练、灭火战术、灭火救援指挥、灾害抢险救援技术等。火灾勘查专业为四年制本科，培养在公安消防部队从事火灾事故调查和刑事办案等方面工作的高级专门人才，主要专业课有：形式逻辑、火灾学、行政法与行政诉讼法、火灾证据学、火场图像技术、火灾调查、火灾痕迹物证、火灾物证技术鉴定、火灾刑事案件侦查等。核生化消防专业为四年制本科，培养在公安消防部队从事核生化灾害应急处置、指挥和突发事件抢险救援等方面工作的高级专门人才，主要专业课有：核物理及中子物理基础、生物及微生物基础、生物化学、化学估算、辐射剂量侦检与防护、生化防护技术、核生化救援技术与装备、核生化事故应急救援处置、灭火技术与战术等。